# Denis Blundell
Pour les articles homonymes, voir Blundell.
Edward Denis Blundell, né le 29 mai 1907 à Wellington (Nouvelle-Zélande) et mort le 24 septembre 1984 à Townsville (Australie), est un administrateur colonial, diplomate et homme d'État néo-zélandais. Il est gouverneur général de Nouvelle-Zélande du 27 septembre 1972 au 5 octobre 1977.